# ミルンヤンマ
ミルンヤンマ（Planaeschna milnei）はヤンマ科のトンボの一種。和名の由来は、イギリスの地質学者 J.Milne に献名された事による。

## 形態
中型でやや細身のヤンマで日本特産種。成虫の体長は70-75 mm程度。大きな複眼と腹部のくびれが特徴。

## 生態
成虫は6月下旬頃から羽化し、10月下旬頃まで見られる。主に小規模河川の上流域から源流寄りに多く生息する。黄昏活動性の強いヤンマで日中はほとんど活動することなく、薄暗い林中で木の枝などにぶら下がり静止していることが多い。早朝や夕方に、地上を低く飛びながら摂食活動を行う。秋が深まると日中にも摂食飛翔をするようになる。
未熟な個体は複眼が茶褐色であるが、成熟するにつれ鮮やかな淡緑色に変化する。成熟した雄は川面すれすれの高さを往復飛翔しながら雌を探す。産卵は午後から夕方にかけて行われることが多く、川岸の朽木に雌が単独で産卵する。幼虫の成長は遅く、成虫になるまで3 - 4年を要する。

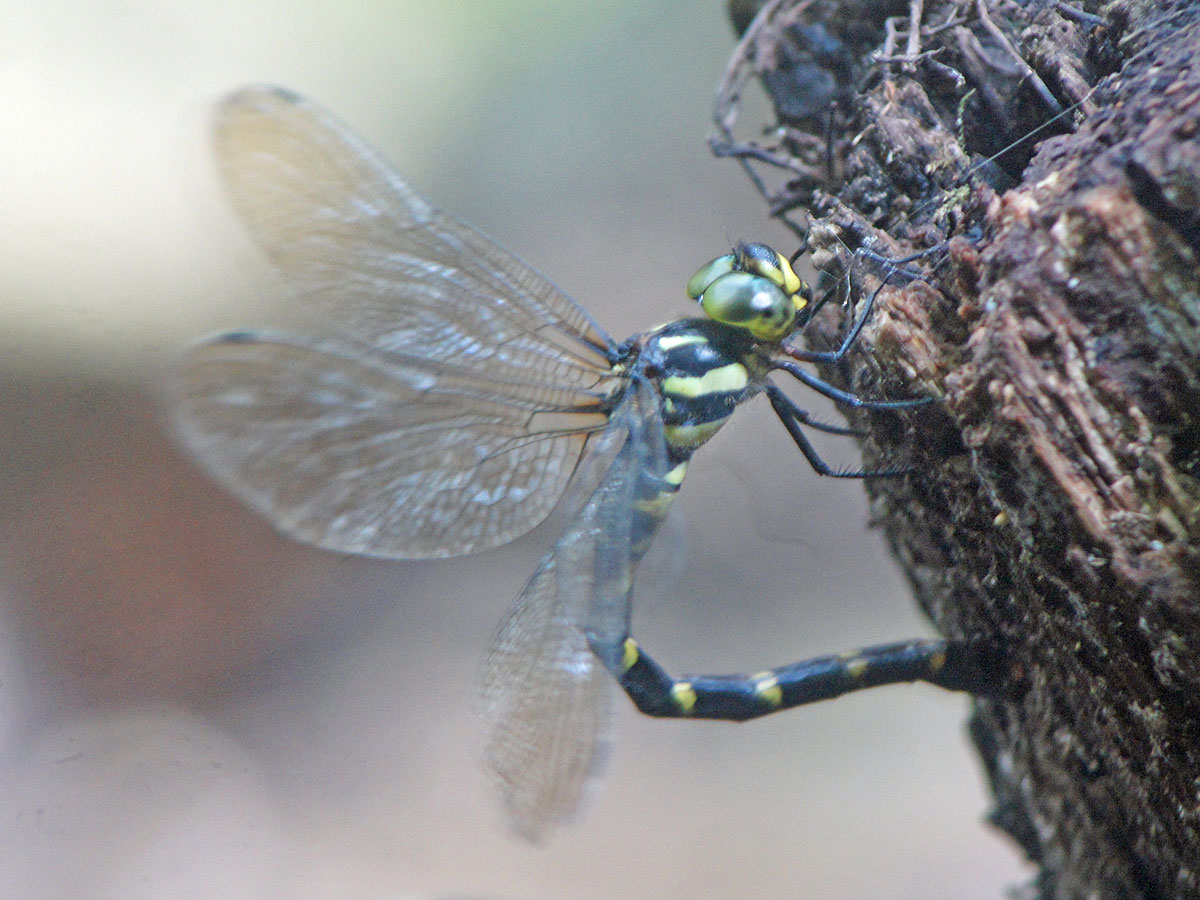
朽ち木に産卵するメス
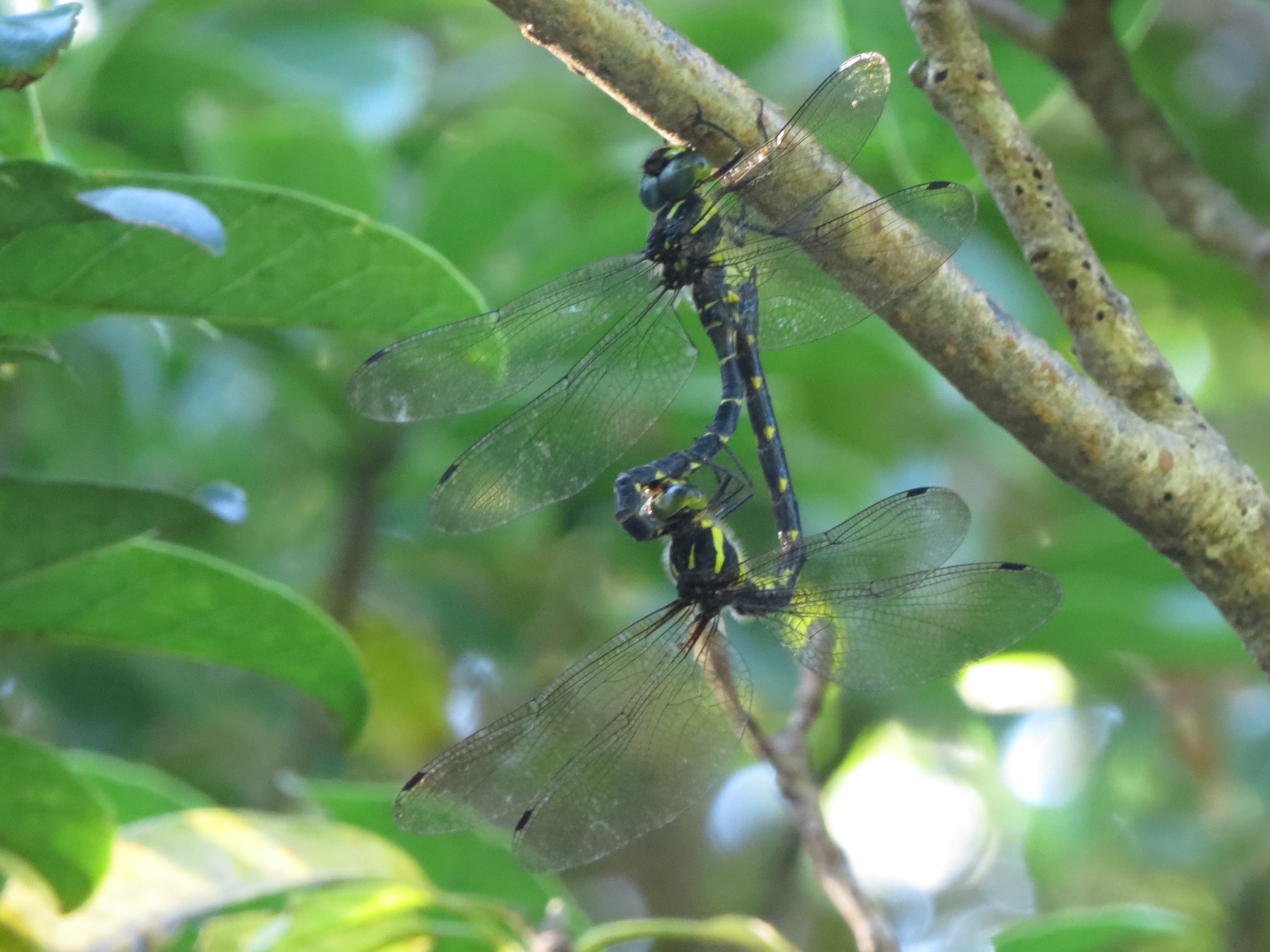
交尾（奄美大島９月）